# Parafia Świętych Piotra i Pawła w Deventer
Parafia Świętych Piotra i Pawła – pierwotnie etnicznie rosyjska parafia w Deventer, jedna z 9 placówek duszpasterskich
w dekanacie Beneluksu Arcybiskupstwa Zachodnioeuropejskich Parafii Tradycji Rosyjskiej Patriarchatu Moskiewskiego. Obecnie wśród jej wiernych są przedstawiciele kilkunastu różnych narodowości, zaś całościową liczbę wiernych szacuje się na 70 rodzin.
Językiem liturgicznym parafii jest niderlandzki przy użyciu języków cerkiewnosłowiańskiego i angielskiego jako pomocniczych, obowiązuje w niej kalendarz gregoriański (w odniesieniu do świąt stałych).
Proboszczem jest ks. Theodoor van der Voort.